# 19 Draconis
19 Draconis is een dubbelster met een magnitude van +4,89 in het sterrenbeeld Draco (draak) en met een spectraalklasse van de hoofdcomponent van F8V. De ster bevindt zich 49,96 lichtjaar van de zon.